# Stefan Momidłowski
Stefan Momidłowski (ur. 21 lipca 1872 w Rzeszowie, zm. 13 października 1958 w Przemyślu) – polski ksiądz rzymskokatolicki, działacz społeczny, honorowy obywatel Przemyśla.

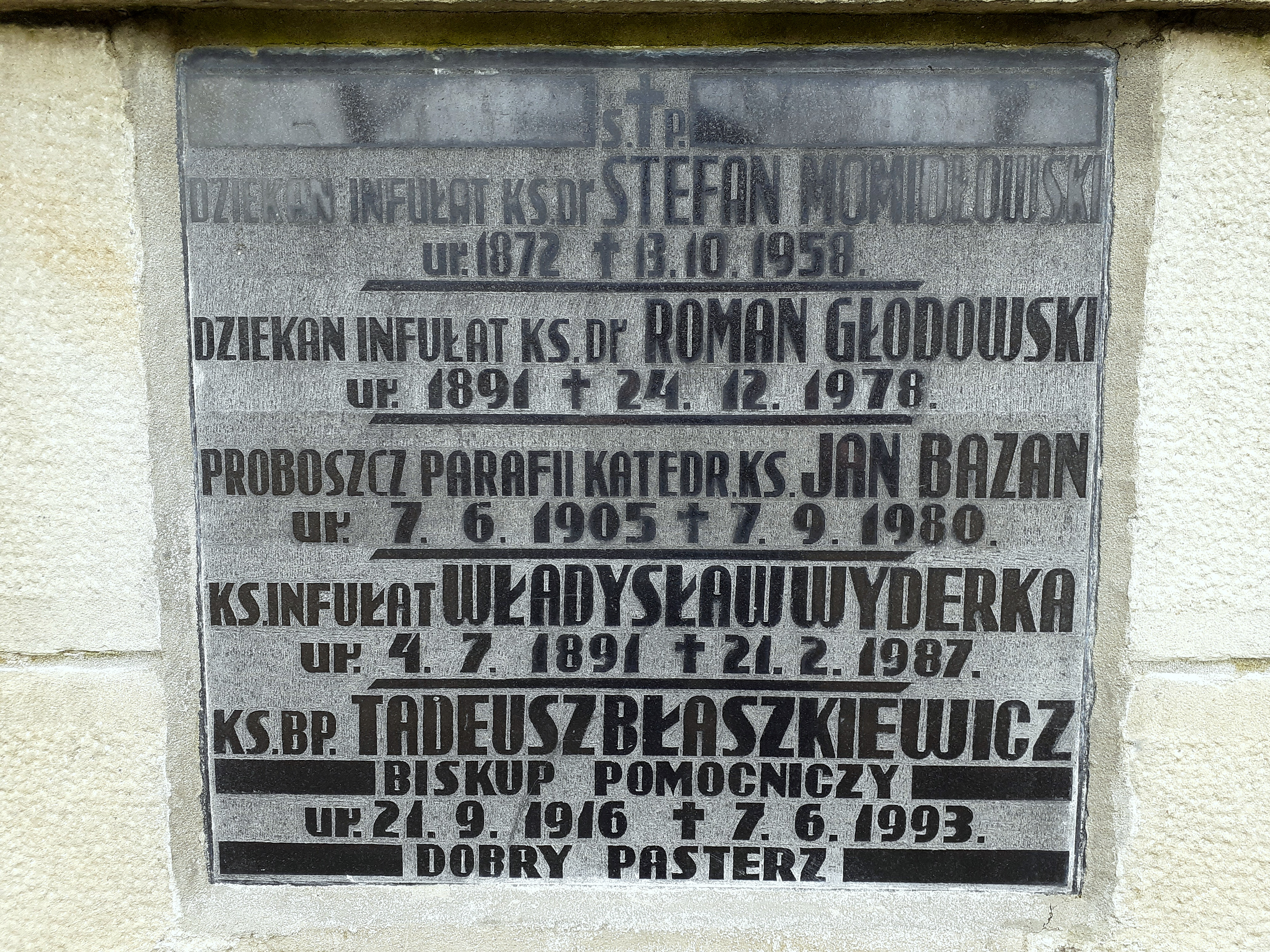
Tabliczka nagrobna ks. Stefana Momidłowskiego

## Życiorys
Urodził się w wielodzietnej rodzinie Józefa i Franciszki z domu Biesiadzkiej. Kształcił się w C. K. I Gimnazjum w Rzeszowie, gdzie w 1890 zdał egzamin dojrzałości (w jego klasie był m.in. Ludwik Stanisławczyk, także późniejszy ksiądz). Wstąpił do seminarium duchownego w Przemyślu. 30 listopada 1894 został wyświęcony na kapłana diecezji przemyskiej i rozpoczął posługę jako wikary w Głogowie Młp. Pół roku później wyjechał na studia do Rzymu, gdzie na Uniwersytecie Gregoriańskim uzyskał stopień doktora z filozofii i teologii. W 1900 powrócił do Przemyśla jako wykładowca w seminarium. Był jednym z założycieli muzeum diecezjalnego w Przemyślu, pełniąc funkcję kustosza i dyrektora (do 1949). Od 1905 członek konsystorza biskupiego. W latach 1913–1927 wiceprezes Towarzystwa Przyjaciół Nauk w Przemyślu. Jako członek diecezjalnego koła księży misjonarzy wygłosił ok. 260 serii misji i rekolekcji. Kilkadziesiąt lat opracowywał kroniki diecezjalne poświęcone głównie zmarłym kapłanom. Był kanonikiem kapituły katedralnej, a w 1929 został mianowany diecezjalnym dyrektorem Papieskiego Dzieła Rozkrzewiania Wiary. Na początku 1938 mianowany diecezjalnym dyrektorem związku Misyjnego Duchowieństwa. W 1947 otrzymał godność podkomorzego (szambelana) tajnego nadliczbowego Jego Świątobliwości Ojca św. Piusa XII. 
Został pochowany w grobowcu kapituły rzymskokatolickiej na cmentarzu Głównym w Przemyślu (kwatera RI, rząd 3, nr 12).

## Odznaczenia i wyróżnienia
- Złoty Krzyż Zasługi – 10 listopada 1938 „za zasługi na polu pracy społecznej”[5]
- Medal Pro Ecclesia et Pontifice (1909)
- Tytuł papieskiego prałata honorowego (1920)
- Honorowe obywatelstwo miasta Przemyśla (1944)